# ليونارد كارمايكل
ليونارد كارمايكل (بالإنجليزية: Leonard Carmichael)‏ هو عالم نفس أمريكي، ولد في 9 نوفمبر 1898 في فيلادلفيا في الولايات المتحدة، وتوفي في 16 سبتمبر 1973.

## وصلات خارجية
- ليونارد كارمايكل على موقع الموسوعة البريطانية (الإنجليزية)
- ليونارد كارمايكل على موقع إن إن دي بي (الإنجليزية)